# آموختن پرواز
آموختن پرواز (به انگلیسی: Learning to Fly)، تک‌آهنگی است که در سال ۱۹۸۷ توسط گروه پینک فلوید منتشر شد و در آلبوم لغزش آنی در عقل به عنوان دومین آهنگ قرار دارد.
در ساخت این آهنگ علاوه بر دیوید گیلمور ،باب ازرین،آنتونی مور و جان کرین نیز حضور دارند.آهنگ به عنوان اولین تک‌آهنگ برای آلبوم لغزش آنی در عقل منتشر شد و در مکان ۷۰ام ۱۰۰آهنگ داغ بیلبورد و در صدر آهنگ‌های راک بیلبورد قرار گرفت.
این آهنگ برگرفته از حس گیلمور هنگام پرواز با هواپیماهای خود گرفته شده است و در تورهای بعد از جدایی راجر واترز، مرتباً اجرا می‌شد.

## سازندگان این آهنگ
- دیوید گیلمور – خواننده، گیتار
- ریچارد رایت – کیبورد
- نیک میسن – درام
- تونی لوین - گیتار بیس